# 4-ヒドロキシベンズアルデヒド
4-ヒドロキシベンズアルデヒド（4-hydroxybenzaldehyde）は、3種あるヒドロキシベンズアルデヒドの異性体の一つである。ラン科のオニノヤガラやGaleola faberi から発見されている。バニラではバニリンの生合成中間体となっている。
デーキン反応によってヒドロキノンと、対応するカルボン酸に変換される。
代謝酵素として、4-ヒドロキシベンズアルデヒドデヒドロゲナーゼがニンジンから発見されている。